# امامزاده ابراهیم (اسلامشهر)
امامزاده ابراهیم از نوادگان حسن مجتبی است. این بقعه در فاصله ۸۰۰ متری شمالی روستای نظام‌آباد اسلام‌شهر واقع شده است. بنای بقعه مشتمل بر فضای گنبد خانه، شبستانی با طاق‌های جناغی و ستون‌دار، گنبد خشتی و ایوان ورودی است که قدمت اولیه آن به دوره صفویه باز می‌گردد. در دوره‌های جدیدتر برخی قسمت‌ها به آن اضافه شده است. بنای مزبور در مساحتی حدود۲۰٬۰۰۰ متر مربع قرار دارد. این بنا در فهرست آثار تاریخی میراث فرهنگی استان تهران ثبت شده است.